# Ama Tutu Muna

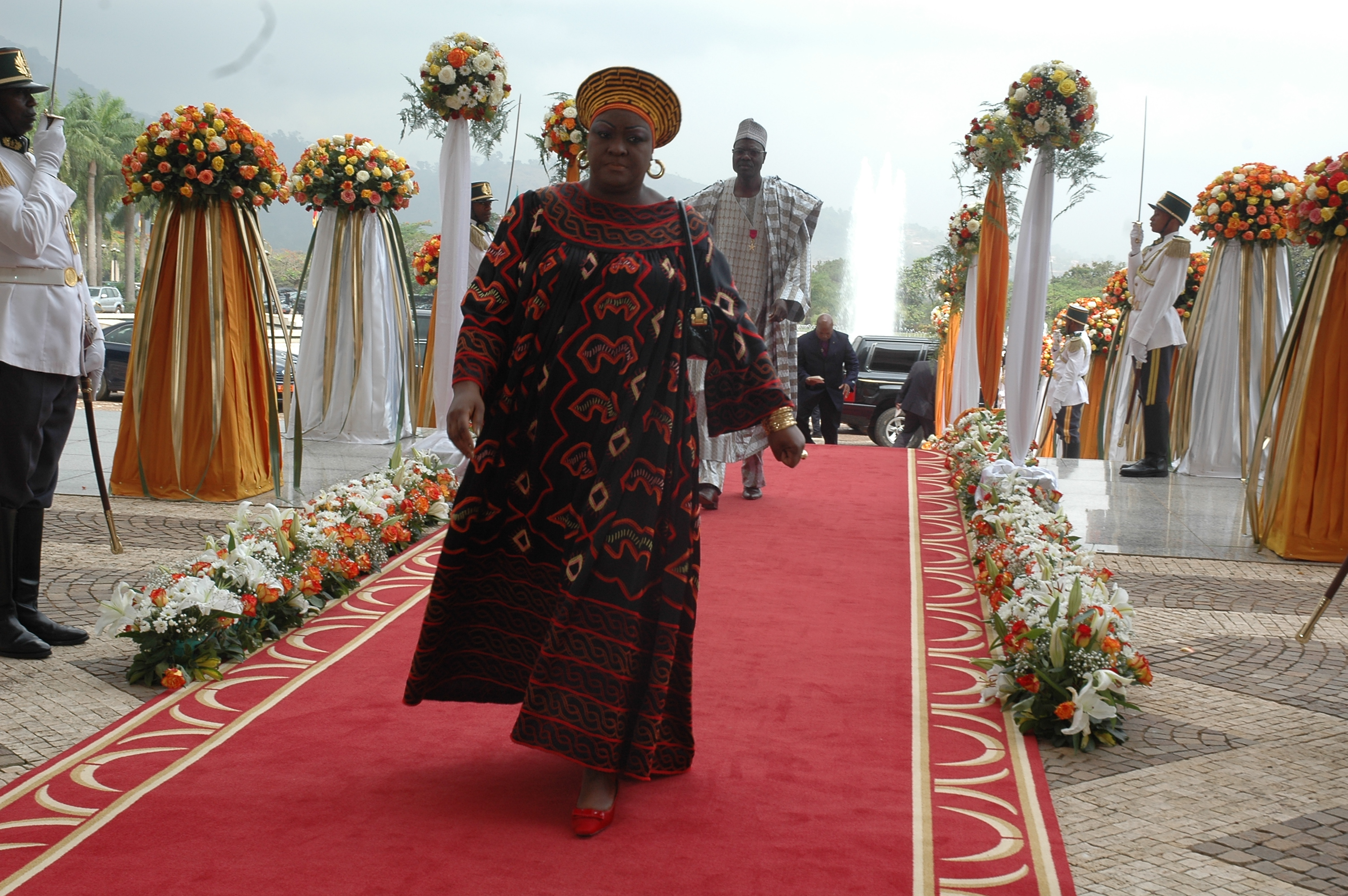

Ama Tutu Muna (sinh ngày 17 tháng 7 năm 1960) là một chính trị gia người Cameroon, từng là Bộ trưởng Bộ Văn hóa Nghệ thuật từ năm 2007 đến 2015.

## Thời thơ ấu và giáo dục
Muna được sinh ra ở Limbe ở khu vực Tây Nam vào ngày 17 tháng 7 năm 1960. Bà là con út trong số tám người con của Salomon Tandeng Muna, trước đây là Thủ tướng của Tây Cameroon và sau đó là Phó Tổng thống của Cameroon và Elizabeth Fri Ndingsa. Các anh trai của bà bao gồm Bernard Muna, Chủ tịch Liên minh các lực lượng tiến bộ và Akere Muna, Chủ tịch Hội đồng Hội nghị chống tham nhũng quốc tế.
Muna học ngôn ngữ học tại Đại học Montreal ở Canada, tốt nghiệp năm 1983.

## Sự nghiệp
Muna là Bộ trưởng Ngoại giao tại Bộ Kinh tế Limbe từ tháng 12 năm 2004. Bà được bổ nhiệm làm Bộ trưởng Bộ Văn hóa Nghệ thuật năm 2007. Muna khởi xướng Hợp tác xã Phụ nữ Mbengwi để chống lại hoàn cảnh của người phụ nữ nông thôn và thành lập Diễn đàn phụ nữ Tây Bắc.
Năm 2014, Muna bị chỉ trích vì chuyển các hiện vật văn hóa từ Vùng Tây Bắc sang Yaounde. Vào ngày 22 tháng 5 năm 2015, Thủ tướng Philemon Yang đã cho Muna bốn mươi tám giờ để giải thể cấu trúc quyền tác giả mới (SOCACIM) mà bà đã tạo ra. Bà đã bị loại bỏ khỏi vị trí trong Bộ trong một cuộc cải tổ chính phủ của Tổng thống Paul Biya vào 2 tháng 10 năm 2015, trong bối cảnh thông tin cho rằng bà đã quản lý lỏng lẽo hàng tỷ franc trong tiền bản quyền của các tác giả. Vào tháng 2 năm 2016, các nhân viên đã tìm cách lấy lại biệt thự cấp bộ của bà tại Bastos, nhưng bà từ chối và tuyên bố rằng bà đã thu xếp để mua nó. Kể từ tháng 9 năm 2016, cô đã không di chuyển.

## Cuộc sống cá nhân
Muna có một con trai, Efemi Nkweti Muna, sinh năm 1987. Ông đã bị giết trong một tai nạn xe hơi vào ngày 8 tháng 2 năm 2014.